# Hævnporno
Hævnporno (fra engelsk revenge porn) er et internetfænomen, hvor pornografisk materiale deles online uden tilladelse fra den afbildede person. Hævnporno deles ofte af eks-partnere eller af hackere.
Mange af billederne er taget af ofrene selv (evt. som selfies), og ofrene er typisk kvinder. Ofte følges billederne af personlige oplysninger, herunder ofrets fulde navn, links til Facebook-profil og andre sociale medier. I nogle lande er hævnporno eksplicit forbudt (heriblandt Israel, Tyskland og seksten af USA's delstater).
I dansk lovgivning efterforskes udbredelse af hævnporno med udgangspunkt i straffelovens §264, der bl.a. omhandler "uberettiget videregivelse af billeder vedrørende en andens private forhold".

## Baggrund
I 1980'erne begyndte mandebladet Hustler hver måned at bringe læser-indsendte billeder af nøgne kvinder under overskriften "Beaver Hunt". Beaver Hunt-fotografierne fulgtes ofte af detaljer som hobbyer, seksuelle fantasier og nogle gange kvindens navn. Flere kvinder sagsøgte Hustler fordi bladet ikke havde fået samtykke.
Hævnporno fik opmærksomhed i internationale medier, da Hunter Moore lancerede hjemmesiden IsAnyoneUp.com med bruger-indsendt pornografi i 2010. Hjemmesiden var blandt de første til at bruge Beaver Hunts format og bringe privat information om de fotograferede, såsom navne, arbejdsgivere, adresser og internetprofiler.
Cyber Civil Rights Initiative startede i august 2012 en kampagne mod hævnporno, eller, som de formulerede det, "non-konsensuel pornografi." Gruppen betragter det desuden som en form for seksuel krænkelse og driver hjemmesiden endrevengeporn.org med underskriftsindsamling for et forbud mod hævnporno.
Hævnporno er af den svenske feministiske aktivist Hanna Gustafsson blevet betegnet som en af flere victimblamers, der især rettes mod kvinder. Kvindekønnet er stærkt overrepræsenterede blandt ofrene for hævnporno; en amerikansk undersøgelse har vist, at ca. 90% af de krænkede var kvinder.

## Eksterne links
- Cyber Civil Rights Initiative
- Without My Consent
- The New 'Revenge Pornography' Law
- Thorup, Mette-Line (6. marts 2015). "Indtil jeg mødte feminismen, troede jeg, det var min egen skyld". Dagbladet Information. Hentet 6. marts 2015.